# Comarca de Caarapó
A Comarca de Caarapó é uma comarca brasileira localizada no estado de Mato Grosso do Sul, a 285 quilômetros d capital.

## Generalidades
Sendo uma comarca de segunda entrância, tem uma superfície total de 3.674,305 km², o que totaliza 1% da superfície total do estado. A povoação total da comarca é de 31 mil habitantes, aproximadamente o 1,5% do total da povoação estadual, e a densidade de povoação é de 8,6 habitantes por km².
A comarca inclui os municípios de Caarapó e Juti e limita-se com as comarcas de Dourados, Ponta Porã, Amambai, Iguatemi, Naviraí, Fátima do Sul
Economicamente possui PIB de R$ 576 093,000 e PIB per capita de R$ 18 194,51.